# Juryj Karpuk
Juryj Mikalaewitsch Karpuk (belarussisch Юрый Мікалаевіч Карпук; * 19. Januar 1968 in Brest) ist ein belarussischer Handballtrainer und ehemaliger Handballspieler.

## Karriere

### Verein
Juryj Karpuk begann 1982 in seiner Heimatstadt mit dem Handballsport. Mit 17 Jahren wechselte der 1,95 m große linke Rückraumspieler 1985 in die Talentschmiede von SKA Minsk. Unter Trainer Spartak Mironowitsch gewann er 1987, 1989 und 1990 die sowjetische Meisterschaft sowie 1989 und 1990 den Europapokal der Landesmeister. Das Finale im IHF-Pokal 1991/92 verlor man gegen die SG Wallau-Massenheim auf Grund der Auswärtstorregel. Nach dem Zusammenbruch der Sowjetunion wechselte er gemeinsam mit seinem Mitspieler Andrei Paraschtschenko und dem Russen Sergei Ladygin zum spanischen Erstligisten CBM Gáldar auf Gran Canaria. Während Paraschtschenko bis 2005 blieb, musste Karpuk bereits nach zwei Jahren dem dritten erlaubten Ausländer, Neuzugang Oleg Grebnew, weichen und wechselte zum deutschen Zweitligisten LTV Wuppertal. Nach einer Station beim Drittligisten TuS Wörrstadt versuchte er sich in Italien beim SC Meran, mit dem er 1999 als Meister der zweiten Liga aufstieg. Anschließend kehrte er nach Deutschland zurück und spielte noch in der 3. Liga für SG Waldfischbach und unter Trainer Ladygin in Rothenburg ob der Tauber.

### Nationalmannschaft
Mit der sowjetischen Junioren-Nationalmannschaft gewann Karpuk 1989 die Weltmeisterschaft.
Für die belarussische A-Nationalmannschaft bestritt er 24 Länderspiele, in denen er 34 Tore erzielte, davon 18 per Siebenmeter. Er stand im Aufgebot für die Europameisterschaft 1994 und belegte den 8. Platz.

### Trainer
Nach dem Ende seiner aktiven Laufbahn kehrte Karpuk nach Belarus zurück und wurde 2007 Assistenztrainer bei Brest GK Meschkow. Ab 2010 betreute er die belarussische Jugendnationalmannschaft. In der Saison 2019/20 trainierte Karpuk die Frauenmannschaft von GK Wictoria-Berestje.